# Sánchez-Casal Cup
La Sánchez-Casal Cup è stato un torneo professionistico di tennis giocato sulla terra rossa, che faceva parte dell'ATP Challenger Tour. Si giocava annualmente dal 2018 all'Academia Sánchez-Casal di Barcellona, in Spagna.

## Albo d'oro

### Singolare
| Anno       | Campione                | Finalista               | Punteggio     |
| ---------- | ----------------------- | ----------------------- | ------------- |
| 2024       | Nick Hardt              | Bernabé Zapata Miralles | 6–4, 3–6, 6–2 |
| 2022– 2023 | Non disputato           | Non disputato           | Non disputato |
| 2021       | Dimitar Kuzmanov        | Hugo Gaston             | 6–3, 6–0      |
| 2020       | Carlos Alcaraz          | Damir Džumhur           | 4–6, 6–2, 6–1 |
| 2019       | Salvatore Caruso        | Jozef Kovalík           | 6–4, 6–2      |
| 2018       | Roberto Carballés Baena | Pedro Martínez          | 1–6, 6–3, 6–0 |

### Doppio
| Anno       | Campioni                                   | Finalisti                                | Punteggio        |
| ---------- | ------------------------------------------ | ---------------------------------------- | ---------------- |
| 2024       | Daniel Rincón Oriol Roca Batalla           | Jakob Schnaitter Mark Wallner            | 5–7, 6–4, [11–9] |
| 2022– 2023 | Non disputato                              | Non disputato                            | Non disputato    |
| 2021       | Harri Heliövaara Roman Jebavý              | Nuno Borges Francisco Cabral             | 6–4, 6–3         |
| 2020       | Szymon Walków Tristan-Samuel Weissborn     | Harri Heliövaara Alex Lawson             | 6–1, 4–6, [10–8] |
| 2019       | Simone Bolelli David Vega Hernández (2)    | Sergio Martos Gornés Ramkumar Ramanathan | 6–4, 7–5         |
| 2018       | Marcelo Demoliner David Vega Hernández (1) | Rameez Junaid David Pel                  | 7–6(3), 6–3      |